# 루크 제이컵즈
루크 제이컵즈(Luke Jacobz, 1981년 2월 14일 ~ )는 오스트레일리아의 배우이자 텔레비전 진행자이다.